# Bergier-Bericht
Bergier-Bericht wird der Schlussbericht der Unabhängigen Expertenkommission Schweiz – Zweiter Weltkrieg genannt, welcher die historische und rechtliche Aufarbeitung der während des Zweiten Weltkriegs in die Schweiz gelangten Vermögenswerte durch eine internationale Historikerkommission zusammenfasst. Er ist nach Jean-François Bergier benannt, dem Präsidenten der Unabhängigen Expertenkommission Schweiz – Zweiter Weltkrieg, die am 13. Dezember 1996 durch die schweizerische Bundesversammlung für die Dauer von fünf Jahren ins Leben gerufen worden war. Der Schlussbericht wurde im März 2002 publiziert.

## Geschichte
Die Kommission, die aus vier schweizerischen und vier ausländischen Mitgliedern (aus Israel, Grossbritannien, Polen und den USA) bestand, legte in den Jahren 1998 bis 2001 mehrere Zwischenberichte und am 22. März 2002 einen Schlussbericht vor. Gegenstand der Untersuchung waren sämtliche in die Schweiz gelangten Vermögenswerte von Opfern des Nationalsozialistischen Regimes, aber auch von Tätern und Kollaborateuren. Zudem wurde die schweizerische Flüchtlingspolitik im Zusammenhang mit den wirtschaftlichen Beziehungen der Schweiz zu den Alliierten und Achsenmächten sowie die Zusammenarbeit schweizerischer Handels- und Industrieunternehmen mit der nationalsozialistischen Wirtschaft untersucht. Die Untersuchung bezog sich auch auf die Zeit nach 1945 und schloss die Rückerstattung unrechtmässig erworbener Vermögenswerte mit ein (Washingtoner Abkommen 1946, Meldeschluss für nachrichtenlose Konten 1962).

## Auftrag der Bundesversammlung und des Bundesrates
Der Bundesratsbeschluss betreffend Einsetzung der unabhängigen Expertenkommission vom 19. Dezember 1996 umschreibt den Umfang der Untersuchung in Artikel 1 folgendermassen:
Die Untersuchung dient allgemein der historischen Wahrheitsfindung und soll Klarheit schaffen über den Umfang und das Schicksal der infolge der nationalsozialistischen Herrschaft in die Schweiz gelangten Vermögenswerte. Im Rahmen des vom Bundesbeschluss vom 13. Dezember 1996 festgelegten Gegenstandes soll die Rolle der Schweiz, insbesondere des Schweizer Finanzplatzes untersucht werden, sowie der Umgang der Schweiz mit diesem Abschnitt ihrer Geschichte.
Für die Forschungsarbeit der UEK sowie die Redaktion der Berichte wurden 22 Millionen Franken aus allgemeinen Bundesmitteln zur Verfügung gestellt.

## Autoren
Für den Bericht ist die Unabhängige Expertenkommission Schweiz – Zweiter Weltkrieg, kurz Bergier-Kommission, verantwortlich. Der grösste Teil des Berichtes wurde von einer Vielzahl von beigezogenen Historikern verfasst.

## Inhalt des Bergier-Berichts
Der Bergier-Bericht besteht aus über 30 Einzelpublikationen (Zwischenberichte, Beihefte), aus 25 Studien (Bände) und aus dem Schlussbericht, insgesamt rund 12’000 Seiten.
Die vorab publizierten Zwischenberichte von 1997 bis 2000 sind in den Bänden 1 bis 25 enthalten:
- Band 1: Fluchtgut – Raubgut. Der Transfer von Kulturgütern in und über die Schweiz 1933–1945 und die Frage der Restitution
- Band 2: Interhandel: Die schweizerische Holding der IG Farben und ihre Metamorphosen – eine Affäre um Eigentum und Interessen (1910–1999)
- Band 3: Clearing: Der Zahlungsverkehr der Schweiz mit den Achsenmächten
- Band 4: Der Eisenbahntransit durch die Schweiz (1939–1945)
- Band 5: Die Schweizerische Elektrizitätswirtschaft und das «Dritte Reich»
- Band 6: Geschäfte und Zwangsarbeit: Schweizer Industrieunternehmen im «Dritten Reich»
- Band 7: Schweizer Chemieunternehmen im «Dritten Reich»
- Band 8: Die Flüchtlings- und Aussenwirtschaftspolitik im Kontext der öffentlichen politischen Kommunikation 1938–1950
- Band 9: Tarnung, Transfer, Transit: Die Schweiz als Drehscheibe verdeckter deutscher Operationen (1938–1952)
- Band 10: Schweizerische Aussenwirtschaftspolitik 1930–1948: Strukturen – Verhandlungen – Funktionen
- Band 11: Schweizer Rüstungsindustrie und Kriegsmaterialhandel zur Zeit des Nationalsozialismus: Unternehmensstrategien – Marktentwicklung – politische Überwachung
- Band 12: Schweizerische Versicherungsgesellschaften im Machtbereich des «Dritten Reichs»
- Band 13: Der schweizerische Finanzplatz und die Schweizer Banken in der Zeit des Nationalsozialismus. Die Beziehungen der Grossbanken mit Deutschland (1931–1946)
- Band 14: Schweizerische Wertpapiergeschäfte mit dem «Dritten Reich»: Handel, Raub und Restitution
- Band 15: Nachrichtenlose Vermögen bei Schweizer Banken: Depots, Konten und Safes von Opfern des nationalsozialistischen Regimes und Restitutionsprobleme in der Nachkriegszeit
- Band 16: Die Schweiz und die Goldtransaktionen im Zweiten Weltkrieg
- Band 17: Die Schweiz und die Flüchtlinge zur Zeit des Nationalsozialismus
- Band 18: Die Schweiz, der Nationalsozialismus und das Recht. Band 1: Öffentliches Recht
- Band 19: Die Schweiz, der Nationalsozialismus und das Recht. Band 2: Privatrecht
- Band 20: «Arisierungen» in Österreich und ihre Bezüge zur Schweiz
- Band 21: Schweizerische Bodenkreditanstalt: «Aussergewöhnliche Zeiten bringen aussergewöhnliche Geschäfte»
- Band 22: Netzwerke, Projekte und Geschäfte: Aspekte der schweizerisch-italienischen Finanzbeziehungen 1936–1943
- Band 23: Roma, Sinti und Jenische: Schweizerische Zigeunerpolitik zur Zeit des Nationalsozialismus
- Band 24: Die Schweiz und die deutschen Lösegelderpressungen in den besetzten Niederlanden. Vermögensentziehung, Freikauf, Austausch 1940–1945
- Band 25: Aspekte der französisch-schweizerischen Finanzbeziehungen (1936–1946)

## Primärliteratur
- Unabhängige Expertenkommission Schweiz – Zweiter Weltkrieg: Die Schweiz, der Nationalsozialismus und der Zweite Weltkrieg. Verlag Pendo, Zürich 2002, ISBN 3-85842-601-6 Schlussbericht (PDF); Zusammenfassung (PDF)
- Esther Tisa Francini, Anja Heuss, Georg Kreis: Fluchtgut – Raubgut. Der Transfer von Kulturgütern in und über die Schweiz 1933–1945 und die Frage der Restitution (Veröffentlichungen der UEK, Band 1, 2. Auflage). Zusammenfassung
- Mario König: Interhandel: Die schweizerische Holding der IG Farben und ihre Metamorphosen – eine Affäre um Eigentum und Interessen (1910–1999) (Veröffentlichungen der UEK, Band 2). Zusammenfassung
- Stefan Frech: Clearing: Der Zahlungsverkehr der Schweiz mit den Achsenmächten (Veröffentlichungen der UEK, Band 3). Zusammenfassung
- Gilles Forster: Der Eisenbahntransit durch die Schweiz (1939–1945) (Transit ferroviaire à travers la Suisse (1939–1945)) (Veröffentlichungen der UEK, Band 4). Zusammenfassung
- Jean-Daniel Kleisl: Die Schweizerische Elektrizitätswirtschaft und das «Dritte Reich» ("Electricité suisse et Troisième Reich") (Veröffentlichungen der UEK, Band 5). Zusammenfassung
- Christian Ruch, Myriam Rais-Liechti, Roland Peter: Geschäfte und Zwangsarbeit: Schweizer Industrieunternehmen im «Dritten Reich» (Veröffentlichungen der UEK, Band 6). Zusammenfassung
- Lukas Straumann, Daniel Wildmann: Schweizer Chemieunternehmen im «Dritten Reich» (Veröffentlichungen der UEK, Band 7). Zusammenfassung
- Kurt Imhof, Patrick Ettinger, Boris Boller: Die Flüchtlings- und Aussenwirtschaftspolitik im Kontext der öffentlichen politischen Kommunikation 1938–1950 (Veröffentlichungen der UEK, Band 8). Zusammenfassung
- Christiane Uhlig, Petra Barthelmess, Mario König, Peter Pfaffenroth, Bettina Zeugin: Tarnung, Transfer, Transit: Die Schweiz als Drehscheibe verdeckter deutscher Operationen (1938–1952) (Veröffentlichungen der UEK, Band 9). Zusammenfassung
- Martin Meier, Stefan Frech, Thomas Gees, Blaise Kropf: Schweizerische Aussenwirtschaftspolitik 1930–1948: Strukturen – Verhandlungen – Funktionen (Veröffentlichungen der UEK, Band 10). Zusammenfassung
- Peter Hug: Schweizer Rüstungsindustrie und Kriegsmaterialhandel zur Zeit des Nationalsozialismus. Unternehmensstrategien – Marktentwicklung – politische Überwachung (Veröffentlichungen der UEK, Band 11). Zürich, Chronos Verlag, 2002, ISBN 3-0340-0611-X. Zusammenfassung
- Stefan Karlen, Lucas Chocomeli, Kristin D’haemer, Stefan Laube, Daniel Schmid: Schweizerische Versicherungsgesellschaften im Machtbereich des «Dritten Reichs» (Veröffentlichungen der UEK, Band 12). Zusammenfassung
- Marc Perrenoud, Rodrigo López, Florian Adank, Jan Baumann, Alain Cortat, Suzanne Peters: Der schweizerische Finanzplatz und die Schweizer Banken in der Zeit des Nationalsozialismus. Die Beziehungen der Grossbanken mit Deutschland (1931–1946) ("La place financière et les banques suisses à l'époque du national-socialisme. Les relations des grandes banques avec l'Allemagne (1931–1946)") (Veröffentlichungen der UEK, Band 13). Zusammenfassung
- Hanspeter Lussy, Barbara Bonhage, Christian Horn: Schweizerische Wertpapiergeschäfte mit dem «Dritten Reich»: Handel, Raub und Restitution (Veröffentlichungen der UEK, Band 14). Zusammenfassung
- Barbara Bonhage, Hanspeter Lussy, Marc Perrenoud: Nachrichtenlose Vermögen bei Schweizer Banken: Depots, Konten und Safes von Opfern des nationalsozialistischen Regimes und Restitutionsprobleme in der Nachkriegszeit (Veröffentlichungen der UEK, Band 15). Zusammenfassung
- Unabhängige Expertenkommission Schweiz – Zweiter Weltkrieg: Die Schweiz und die Goldtransaktionen im Zweiten Weltkrieg (Überarbeitete und ergänzte Fassung des Zwischenberichts von 1998) (Veröffentlichungen der UEK, Band 16). Zusammenfassung
- Thomas Huonker, Regula Ludi: Roma, Sinti und Jenische. Die Zigeunerpolitik der Schweiz zur Zeit des Nationalsozialismus. (Veröffentlichungen der UEK, Band 23). Volltext
- Unabhängige Expertenkommission Schweiz – Zweiter Weltkrieg: Die Schweiz und die Flüchtlinge zur Zeit des Nationalsozialismus (Überarbeitete und ergänzte Fassung des Zwischenberichts von 1999) (Veröffentlichungen der UEK, Band 17). Zusammenfassung

## Sekundärliteratur
- Thomas Maissen: Verweigerte Erinnerung. Nachrichtenlose Vermögen und Schweizer Weltkriegsdebatte 1989-2004. Neue Zürcher Zeitung, Zürich 2005, ISBN 3-03823-046-4.
- Stefan Schürer: Die Verfassung im Zeichen historischer Gerechtigkeit. Schweizer Vergangenheitsbewältigung zwischen Wiedergutmachung und Politik mit der Geschichte. Chronos, Zürich 2009, ISBN 978-3-0340-0951-5.
- Janick Marina Schaufelbuehl, Mario König (Hg.): Schweiz – USA im kalten Krieg. Die Auseinandersetzungen der 1990er-Jahre um die nachrichtenlosen Vermögen. Chronos, Zürich 2009, ISBN 978-3-905315-47-9.
- Peter Schmid: Verspätetes Nachdenken. Die Schweiz begegnet ihrer Geschichte. Donnerstagshefte über Politik, Kultur, Gesellschaft, 1. Alte Synagoge (Essen) 1998, 2. überarb. Aufl. 2000, ISBN 3-924384-02-9, S. 7–17.